# Karol Pawlica

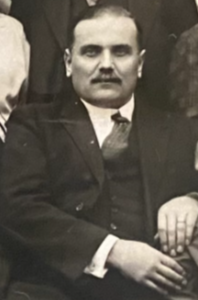
Karol Pawlica

Karol Pawlica (ur. 12 marca 1884 w Nieborach, zm. 17 września 1970 tamże) – polski działacz patriotyczny, agronom, dyplomata, porucznik w cesarsko-królewskiej armii Austro-Węgier i w Wojsku Polskim.

## Życiorys
Był synem Karola Pawlicy – rolnika pochodzącego z Żukowa Górnego (cz. Horní Žukov) oraz Anny ze Stonawskich. Szwagier notariusza dr. Jana Kotasa. Uczeń szkoły rolniczej w Mistrzowicach, a następnie gospodarki rolnej w Kocobędzu. Rok pobierał nauki w gimnazjum cieszyńskim, a w latach 1900-1903 kształcił się w renomowanej szkole średniej nowoczesnej gospodarki rolnej w Horních Heřmanicach. Od 1904 roku pracował jako adiunkt w charakterze inspektora ekonomicznego w dobrach Larisch-Mönich.
W 1914 roku został zmobilizowany jako porucznik rezerwy cesarsko-królewskiej armii Austro-Węgier. W 1915 roku trafił do niewoli rosyjskiej i został zesłany do azjatyckiej części carskiej Rosji. Po zwolnieniu z niewoli opracował plan uratowania polskich sierot z lokalnego syberyjskiego przytułku. Po przejściu bezdroży Syberii 24 lipca 1920 roku dotarł z 41 osobową grupą polskich sierot do tokijskiej siedziby Japońskiego Czerwonego Krzyża. Z tym dniem został zapoczątkowany „Dziennik zakładu opiekuńczego polskich dzieci”  przez J. Okakurę – attaché prezydenta Japońskiego Czerwonego Krzyża. Za swój bohaterski czyn został uhonorowany godnością samuraja. Dzięki jego staraniom uratowane polskie sieroty zostały przewiezione na pokładzie statku handlowego do USA, gdzie znalazły opiekę amerykańskiej Polonii. Z chwilą przybycia do Ameryki Karol Pawlica został zatrudniony w Konsulacie RP w Chicago.

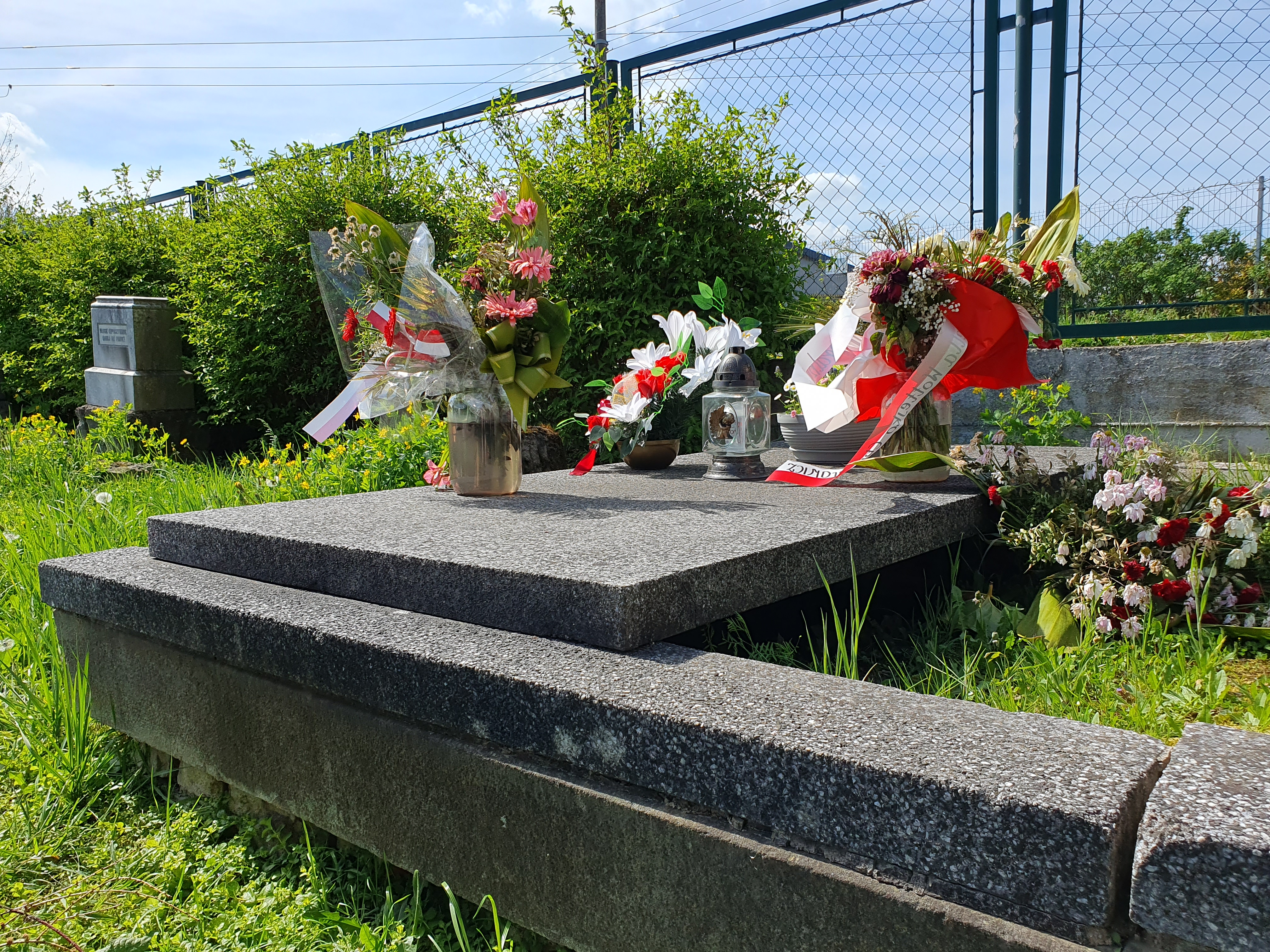
Grób Pawlicy na cmentarzu ewangelickim w Nieborach

Rok później powrócił do kraju, gdzie został skierowany przez Ministerstwo Byłej Dzielnicy Pruskiej w Warszawie do pracy w Wydziale Rolnictwa i Dóbr Państwowych Pomorskiego Urzędu Wojewódzkiego w Toruniu z dniem 6 maja 1921 roku.  5 miesięcy później awansował do rangi radcy wojewody pomorskiego. W połowie lat 30. przeszedł na emeryturę i został członkiem Macierzy Szkolnej w Czechosłowacji z legitymacją o numerze 008950. Zamieszkał w Cieszynie przy ul. Słowackiego 1.
Podczas okupacji hitlerowskiej ukrywał się w Generalnym Gubernatorstwie. Po wojnie powrócił do rodzinnych Nieborów, co potwierdza czechosłowacki Národní výbor, który nadał mu prawa obywatelskie w roku 1945 (Niebory, jak i całe Zaolzie po 1945 roku włączone zostają do Czechosłowacji). W kolejnych latach wstąpił do Polskiego Związku Kulturalno-Oświatowego i założył lokalne koło w Nieborach. Karol Pawlica zmarł w wieku 86 lat i został pochowany na cmentarzu w Nieborach.